# Sophia Huang Xueqin
Sophia Huang Xueqin es una periodista independiente y militante feminista china.
Trabaja para agencias de prensa y periódicos nacionales en China como el Southern Metropolis Weekly special.
Es conocida por haber participado al movimiento #YeWoShi (equivalente al #Metoo) contra el acoso sexual en China y por haber cubierto las manifestaciones de 2019 en Hong Kong.
Está encarcelada desde el 17 de octubre de 2019.

## Biografía
Sophia Huang Xueqin nació en la provincia del Guangdong, en China sudoriental. 

### #Metoo
Se dio a conocer al revelar varios casos de acoso sexual ocurridos en China. En octubre de 2017, lanzó una cuenta pública en WeChat llamada ATSH (Anti-Sexual Harassment, Contra el Acoso Sexual) para llevar a cabo investigaciones nacionales en línea sobre el acoso sexual en medio laboral chino, compartir sus conclusiones y publicar pruebas sobre las historias de las mujeres y otras cuestiones relativas a los derechos humanos. Así enlazaba con el movimiento #Metoo que se había iniciado en los Estados Unidos.
Concedió entrevistas a medios de comunicación extranjeros sobre este asunto delicado, recibiendo de numerosos apoyos de mujeres chinas.
También publicó comentarios sobre la política china, en particular respecto de la supresión del límite de dos mandatos presidenciales de cinco años que permite a Xi Jinping, quien está al frente del estado chino desde 2013, mantenerse en el poder después de 2023. Su cuenta WeChat fue cerrada en 2018.

### Manifestaciones de Hong Kong y arresto
En junio de 2019 participó en las manifestaciones de Hong Kong que cubrió como periodista. A su regreso a la China continental en julio, sus papeles le fueron confiscados y se le prohibió de salir de China continental, ni siquiera para proseguir con sus estudios en Hong Kong. Esta activista feminista fue encarcelada el 17 de octubre por haber «buscar peleas y provocar problemas». La prensa se hizo eco de este encarcelamiento a partir del 25 de octubre de 2019. La asociación Reporteros sin fronteras hizo pública una demanda de liberación el 28 de octubre.
Su nombre está añadido a la lista de personalidades arrestadas y detenidas en China por el motivo « de avivar querellas y provocar disturbios », motivo utilizado frecuentemente por el régimen chino para reprimir a los periodistas.